# Ифогюн, Мария
Мария Ифогюн (нем. Maria Ivogün, настоящая фамилия Кемпнер; 18 ноября 1891, Будапешт, Австро-Венгрия — 3 октября 1987, Беатенберг, Швейцария) — немецкая певица (лирико-колоратурное сопрано), музыкальный педагог, профессор венгерского происхождения. Член Академии искусств Западного Берлина (1956). Одна из самых знаменитых оперных певиц 1-й трети XX века.

## Биография
Дочь полковника австро-венгерской армии. Окончила Венскую музыкальную академию музыки по классу А. Шлеммера-Амброса.
Дебютировала в 1913 году в Мюнхене (партия Мими). В 1913—1925 годах — солистка Мюнхенской оперы, в те же годы пела также в других оперных театрах (Ла Скала, Венская опера, Чикагская городская опера), исполнила партии Зербинетты на премьере второй редакции мировой премьеры оперы «Палестрина» Г. Пфицнера (1917, Вена).
В 1924—1927 годах выступала на сцене театра Ковент-Гарден (партии Зербинетты, Джильды, Констанцы в опере «Похищение из сераля» В. А. Моцарта и др.).
В 1925—1932 годах — солистка Городской оперы в Берлине. Много гастролировала в странах Европы и в США.
Участница Зальцбургского фестиваля в 1920-е годы (большой успех сопутствовал Ифогюн в 1926 г., когда она исполнила здесь партию Норины в опере «Дон Паскуале» Гаэтано Доницетти). Выступила в 1926 году в Метрополитен Опера (партия Розины).
Участвовала в премьерах опер немецких композиторов: «Перстень Поликрата» Э. В. Корнгольда (1916), «Палестрина» Г. Пфицнера (1917), «Птицы» В. Браунфельса (1920; все — в Мюнхене).
В 1932 году оставила сцену. В 1933 году вышла замуж за пианиста Михаэля Раухайзена.
Лучшими достижениями певицы стали партии Зербинетты и «Царицы ночи» в опере «Волшебная флейта» Моцарта. Среди других. партий Татьяна, Оскар в «Бале-маскараде» Джузеппе Верди, фрау Флют (миссис Форд) в опере «Виндзорские проказницы» О. Николаи.
Ифогюн вела также педагогическую деятельность в Венской академии музыки (1948—1950) и Высшей школы музыки в Берлине (1950—1958), среди её учеников Э. Шварцкопф, Р. Штрайх, Э. Лир и др.
В 1927 году снялась в фильме «Любовь Казановы».